# Дерзкий (корвет, 1806)
«Дерзкий» — 22-пушечный парусный корвет Балтийского флота Российской империи. Участник войн с Францией 1804—1807 годов.

## Описание судна
Парусный корвет, длина судна по сведениям из различных источников составляла от 26,2 до 26,21 метра, ширина от 7,6 до 7,61 метра, а осадка от 3,1 до 3,33 метра. Вооружение судна состояло из 28-и орудий.

## История службы
Корвет «Дерзкий» был куплен в Кастельново в 1806 году, вошел в состав Балтийского флота России.
Принимал участие в участие в войнах с Францией 1804—1807 годов. В январе 1806 года вошёл в состав эскадры вице-адмирала Д. Н. Сенявина, которая на тот момент находилась в Корфу. В июле и августе 1806 года выходил в крейсерские плавания к Рагузе для блокады крепости с моря. 4 августа заходил на рейд Кастельново, после чего вернулся в Корфу. После ухода в феврале 1807 года эскадры вице-адмирала Д. Н. Сенявина в Архипелаг остался в Адриатическом море в составе отряда капитан-командора И. А. Баратынского 4-го для блокады Рагузы и Далмации. В составе этого отряда 22 мая доставил десант из Корфу на остров Браццо для поддержки восставших против французов далматинцев. 25 мая суда отряда вели бомбардировку позиций французских войск, находящихся у местечка Полица, а на следующий день у Сполатро  с судов был высажен десант, который однако ввиду численного превосходства противника пришлось снять с берега. С 28 по 30 мая у крепости Алмисса с судов отряда был высажен десант, который при поддержке судовой артиллерии взял крепость, но после подхода значительных сил противника был вынужден вернуться на корабли. 2 и 3 июня отряд вёл бомбардировку Макарска и позиций французских войск, после чего ушёл к острову Браццо, а затем в Кастельново. 4 июля корвет в числе прочих судов отряда принимал участие в защите Кастельново от французских войск, которые в результате были вынуждены отступить. После заключения Тильзитского мира, в результате которого Которская область была передана французам, корвет с отрядом ушёл в Корфу.
После известия о начале войны с Англией с 12 по 28 декабря корвет перешел из Корфу в Триест в составе эскадры капитан-командора И. О. Салтанова. В январе 1808 года корвет «Дерзкий» во главе отряда прибыл в Венецию, где находился до сентября 1809 года. После 27 сентября 1809 года в числе прочих судов был продан французскому правительству, а экипаж вернулся в Россию.

## Командиры корвета
С 1806 по 1809 год командиром корвета «Дерзкий» служил К. Д. Сальти.